# Langues à Porto Rico
La première langue officielle de Porto Rico est l'espagnol, qui est la principale langue parlée à la maison pour 95 % des Portoricains âgés de 5 ans et plus en . Selon la nouvelle loi promulguée en 2015, l'anglais conserve néanmoins son statut de deuxième langue officielle. L'anglais est en fait la langue utilisée en toute relation ou communication avec le gouvernement fédéral, notamment auprès des cours.
L'anglais, principale langue parlée à la maison pour 5 % des Portoricains âgés de 5 ans et plus en 2010 (14 % en l'an 2000), a failli perdre son statut de deuxième langue officielle lors d'un débat dans le parlement de Porto Rico en septembre 2015. Cependant, l'ultime législation proroge le statut spécial de la langue anglaise.
En 2010, respectivement 15 % et 15 % des 95 % de Portoricains âgés de 5 ans et plus n'ayant pas l'anglais comme principale langue parlée à la maison affirmaient « bien » ou « très bien » parler anglais contre 21 % « pas bien » et 48 % « pas du tout » ; en incluant les 5 % de Portoricains âgés de 5 ans et plus dont la principale langue parlée à la maison est l'anglais, on a 33 % des Portoricains âgés de 5 ans et plus parlant au minimum bien anglais.
L'espagnol est la langue du quotidien ainsi que la langue de l'enseignement, tandis que l'anglais est une langue officielle en communication avec les États-Unis. Porto Rico est un territoire non incorporé des États-Unis avec un statut de commonwealth depuis 1952.
La loi de 1902 sur les langues officielles a déclaré l'anglais et l'espagnol langues co-officielles dans tous les services gouvernementaux, tribunaux et administrations insulaires. Puis, en 1993, Porto Rico a adopté les deux langues comme langues officielles du gouvernement portoricain. 
Dans les écoles, la langue officielle d'enseignement est l'espagnol, mais l'anglais est un cours obligatoire dans le système éducatif local. un quart des Portoricains vivant à Porto Rico parlent couramment l'anglais.
Le 2 mars 2025, 2025, Donald Trump signe un décret qui reconnaît l'anglais comme langue officielle des États-Unis. Ce décret, qui supprime l'obligation pour les agences fédérales de fournir des services dans les autres langues que l'anglais, remet en question la fourniture de services aux non-anglophones dans les bureaux fédéraux, notamment à Porto Rico où l'espagnol est la langue officielle et la plus parlée.
La répartition de l'usage de l'espagnol et de l'anglais sur l'île est le suivant :
- Principale langue parlée à la maison[1] : espagnol 95 %, anglais 5 %
- Langues des sites en .pr (2015)[2] : espagnol 62 %, anglais 38 %
- Langues de consultation de Wikipédia (2015)[3] : anglais 55 %, espagnol 44 %
- Langues d'interface de Google Porto Rico[4],[N 1] : 1. espagnol d’Amérique latine, 2. anglais